# کایالار (بورچکا)
کایالار (به ترکی استانبولی: Kayalar) یک منطقهٔ مسکونی در ترکیه است که در بورچکا واقع شده‌است. کایالار ۸۵ نفر جمعیت دارد.